# Una vida maravillosa
Una vida maravillosa (título original en inglés: A Beautiful Life) es una película musical y de drama romántico de 2023 dirigida por Mehdi Avaz y protagonizada por Christopher Lund Nissen. Fue estrenada el 1 de junio de 2023 por Netflix.

## Sinopsis
Un joven pescador con un talento oculto es descubierto por una productora musical y debe decidir si está listo para abrirse al estrellato y al amor.

## Reparto
- Christopher Lund Nissen como Elliott
- Inga Ibsdotter Lilleaas como Lilly
- Christine Albeck Borge como Suzanne
- Ardalan Esmaili como Patrick
- Sebastian Jessen como Oliver

## Estreno
La película fue estrenada a nivel mundial el 1 de junio de 2023, a través de la plataforma de streaming Netflix.